# Suzanne Mubarak
Suzanne Sālih Thābit, nota come Suzie Mubarak (in arabo سوزان مبارك‎?; Minya, 28 febbraio 1941), è la moglie dell'ex-presidente egiziano, Hosni Mubarak. È la madre di ʿAlāʾ e di Gamāl.

## Biografia

### Infanzia e studi
Figlia di un medico egiziano, Sālih Thābit, e d'una infermiera gallese, Lily Mai Palmer.
Il padre, che studiava all'Università di Cardiff, conobbe a 29 anni la madre, sua coetanea, che lavorava al dispensario di Camden Road, a Islington (Londra). Si sposarono il 16 marzo 1934 a Islington. Lily Mai Palmer era la figlia di Henry Charles Palmer, direttore d'una miniera di carbone ed ella crebbe a Pontypridd, nel Galles.
Suo fratello maggiore, Munir Thabit è stato presidente del Comitato Olimpico Egiziano.
Suzanne Mubārak nacque nel governatorato di Minya, regione situata sul Nilo, a circa 150 chilometri a sud del Cairo. Studiò al Cairo nella scuola secondaria St. Claire di Heliopolis ed all'Università Americana del Cairo. Conseguì a 36 anni una laurea (bachelor's degree) in scienze politiche nel 1977 e una laurea in sociologia dell'educazione nel 1982. Per la sua laurea, l'argomento della tesi fu Social Action Research in Urban Egypt, riferito a una realtà del quartiere cairota di Bulaq.

### First lady
Suzanne Mubārak dirige la serie televisiva per fanciulli ʿAlam Simsim, versione egiziana della serie americana Sesame Street, per promuovere la causa del miglioramento della comunicazione dei fanciulli e la loro capacità di lettura.
È presidente onoraria del Rotary Club dell'Egitto (suo fratello, il generale Munīr Thābit fu presidente del Rotary International nel 2004 e nel 2005). Anche suo figlio Gamāl è membro onorario del Rotary Club.
Nel 1985 fonda, in collaborazione col British Museum, un programma che si propone di far conoscere il Museo egizio del Cairo tra i giovanissimi. Nel 2005 ha inaugurato la «Biblioteca pubblica Mubārak».
Il 13 maggio 2011 Suzanne, dopo la caduta di Mubarak, è tratta brevemente in arresto perché accusata di cespiti illeciti, e rilasciata su cauzione il 17 maggio.